# چوگان ایرانی
چوگان ایرانی (چوکان یا چوکان یا چووکان) سرمنشاء بازی چوگان امروزی است. تاریخ این بازی به میانه هزاره نخست پیش از میلاد بر می‌گردد و میان سرزمین‌های کنونی فلات ایران محبوبیت زیادی داشته‌است.
مردم بریتانیا در انتقال و انتشار این بازی به اروپا نقش مهم داشتند.
میدان نقش جهان اصفهان کهن‌ترین میدان چوگان در جهان است. میدان‌های بازی چوگان دیگری در قزوین و لرستان نیز کشف شده‌است.